# Liste der Biografien/Bree
Liste der Biografien |
Portal Biografien |
Personensuche
# |
A |
B |
C |
D |
E |
F |
G |
H |
I |
J |
K |
L |
M |
N |
O |
P |
Q |
R |
S |
T |
U |
V |
W |
X |
Y |
Z |
?
 
Ba |
Be |
Bd |
Bg |
Bh |
Bi |
Bj |
Bl |
Bm |
Bn |
Bo |
Br |
Bs |
Bu |
Bw |
By |
Bz
 
Bra |
Brc |
Brd |
Bre |
Brg |
Bri |
Brj |
Brk |
Brl |
Brn |
Bro |
Brp–Brt |
Bru |
Brv |
Bry |
Brz
 
Brea |
Breb |
Brec |
Bred |
Bree |
Bref |
Breg |
Breh |
Brei |
Brej |
Brek |
Brel |
Brem |
Bren |
Breo |
Brep |
Breq |
Brer |
Bres |
Bret |
Breu |
Brev |
Brew |
Brex |
Brey |
Brez
Die Liste der Biografien führt alle Personen auf, die in der deutschsprachigen Wikipedia einen Artikel haben. Dieses ist eine Teilliste mit 87 Einträgen von Personen, deren Namen mit den Buchstaben „Bree“ beginnt.

## Bree
- Bree, Andrew (* 1981), nordirischer Brustschwimmer
- Bree, Bianca (* 1990), belgisch-amerikanische Schauspielerin
- Bree, Declan (* 1951), irischer Politiker
- Brée, Germaine (1907–2001), US-amerikanische Romanistin und Literaturwissenschaftlerin französischer Herkunft
- Bree, Johannes Bernardus van (1801–1857), niederländischer Komponist der Romantik
- Bree, Jonathan (* 1979), neuseeländischer Singer-Songwriter und Musikproduzent
- Brée, Mathieu Ignace van (1773–1839), belgischer Maler, Bildhauer und Architekt
- Bree, Mien van (1915–1983), niederländische Radrennfahrerin
- Bree, Philippe Jacques van (1786–1871), belgischer Maler
- Brée, Uli (* 1964), deutsch-österreichischer Drehbuchautor, Regisseur und Schauspieler

### Breec
- Breece, Karen, US-amerikanische Theaterregisseurin
- Breecher, Charles Herman (1916–1983), österreichisch-US-amerikanischer Diplomat

### Breed
- Breed, Allen (1927–1999), US-amerikanischer Ingenieur
- Breed, Arthur (1865–1953), US-amerikanischer Politiker
- Breed, George (1876–1956), US-amerikanischer Fechter
- Breed, London (* 1974), US-amerikanische Politikerin, Bürgermeisterin von San FranciscoLondon Breed (* 1974)

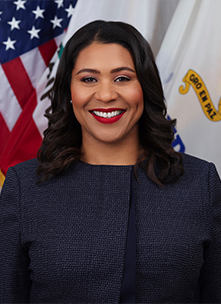
London Breed (* 1974)

- Breede, Mona (* 1968), deutsche Fotokünstlerin
- Breeden, Elaine (* 1988), US-amerikanische Schwimmerin
- Breeden, Leon (1921–2010), US-amerikanischer Jazzmusiker und Hochschullehrer
- Breeden, Richard C. (* 1949), US-amerikanischer Rechtsanwalt, Politiker und Manager
- Breeden, William, US-amerikanischer Jurist und Politiker
- Breeding, Brett (* 1961), US-amerikanischer Comiczeichner
- Breeding, James Floyd (1901–1977), US-amerikanischer Politiker
- Breedlove, US-amerikanischer Sänger, Songwriter, Performance-Künstler und Maskenbildner
- Breedlove, Craig (1937–2023), US-amerikanischer Autorennfahrer und Weltrekordhalter des Landgeschwindigkeitsrekordes
- Breedlove, Mildred (1904–1994), US-amerikanische Dichterin
- Breedlove, Nathan (* 1956), amerikanischer Jazzmusiker (Trompete, Komposition)
- Breedlove, Philip M. (* 1955), US-amerikanischer Luftwaffengeneral
- Breeds, Rebecca (* 1987), australische SchauspielerinRebecca Breeds (* 1987)

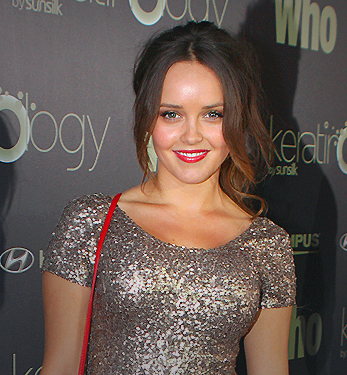
Rebecca Breeds (* 1987)

- Breedt, Michelle (* 1967), südafrikanische Opern- und Lied-Sängerin

### Breek
- Breekvelt, Wilhelm (1658–1687), deutscher Maler und Zeichner

### Breel
- Breeland, Bashaud (* 1992), US-amerikanischer American-Football-Spieler

### Breem
- Breemen, Finn van (* 2003), niederländischer Fußballspieler
- Breemen, Henk van den (1941–2024), niederländischer General
- Breemen, Piet van (1927–2021), niederländischer Jesuitenpater, Theologe, Philosoph, Novizenmeister und Exerzitienleiter
- Breemen, Rosalie van (* 1966), niederländisches ehemaliges Model, Moderatorin und Journalistin

### Breen
- Breen, Abs (* 1979), englischer DJ und MusikerAbs Breen (* 1979)

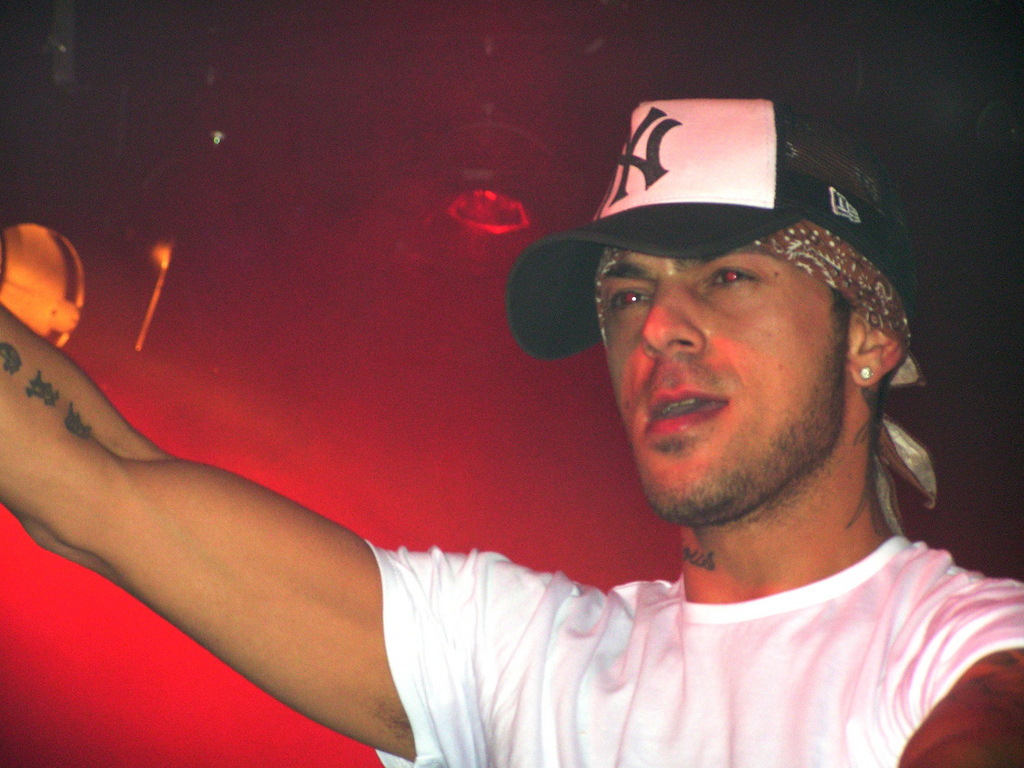
Abs Breen (* 1979)

- Breen, Billy (1882–1927), kanadischer Eishockeyspieler und Geschäftsmann
- Breen, Bobby (1927–2016), kanadisch-amerikanischer Kinderschauspieler und Sänger
- Breen, Craig (1990–2023), irischer Rallyefahrer
- Breen, Dan (1894–1969), irischer Politiker (Fianna Fáil), Freiwilliger der Irisch-Republikanischen Armee
- Breen, Edward G. (1908–1991), US-amerikanischer Politiker
- Breen, Ellen (* 1963), US-amerikanische Freestyle-Skisportlerin
- Breen, Else (1927–2025), norwegische Schriftstellerin
- Breen, Gary (* 1973), irischer Fußballspieler
- Breen, George (1935–2019), US-amerikanischer Schwimmer und Schwimmtrainer
- Breen, Gerry (* 1957), irischer Politiker (341. Lord Mayor of Dublin)
- Breen, James (* 1945), irischer Politiker
- Breen, John, irischer Politiker
- Breen, John E. (1932–2023), US-amerikanischer Bauingenieur
- Breen, Joseph (1888–1965), US-amerikanischer Filmzensor
- Breen, Mary (1933–1977), australische Kugelstoßerin und Diskuswerferin
- Breen, Melissa (* 1990), australische Sprinterin
- Breen, Niall (* 1986), irischer Rennfahrer
- Breen, Pat (* 1957), irischer Politiker
- Breen, Patrick (* 1960), US-amerikanischer Schauspieler
- Breen, Rhys (* 2000), schottischer Fußballspieler
- Breen, Richard L. (1918–1967), US-amerikanischer Drehbuchautor und Filmregisseur
- Breen, Vegard (* 1990), norwegischer Straßenradrennfahrer
- Breen, Vincent DePaul (1936–2003), US-amerikanischer Geistlicher und Bischof von Metuchen
- Breenbergh, Bartholomeus, holländischer Maler und Radierer
- Breene, Peter W. (1846–1926), US-amerikanischer Politiker
- Breenen, Hein Van (1929–1990), niederländischer Radrennfahrer

### Breer
- Breer, Florian (* 1998), Schweizer Beachvolleyballspieler
- Breer, Heinz (* 1946), deutscher Biologe und Physiologe
- Breer, Nicolas (* 1992), deutscher Politiker (Bündnis 90/Die Grünen)
- Breer, Robert (1926–2011), US-amerikanischer Filmemacher
- Breer, Tobias (* 1963), deutscher Prämonstratenser

### Brees
- Brees, Drew (* 1979), US-amerikanischer American-Football-SpielerDrew Brees (* 1979)

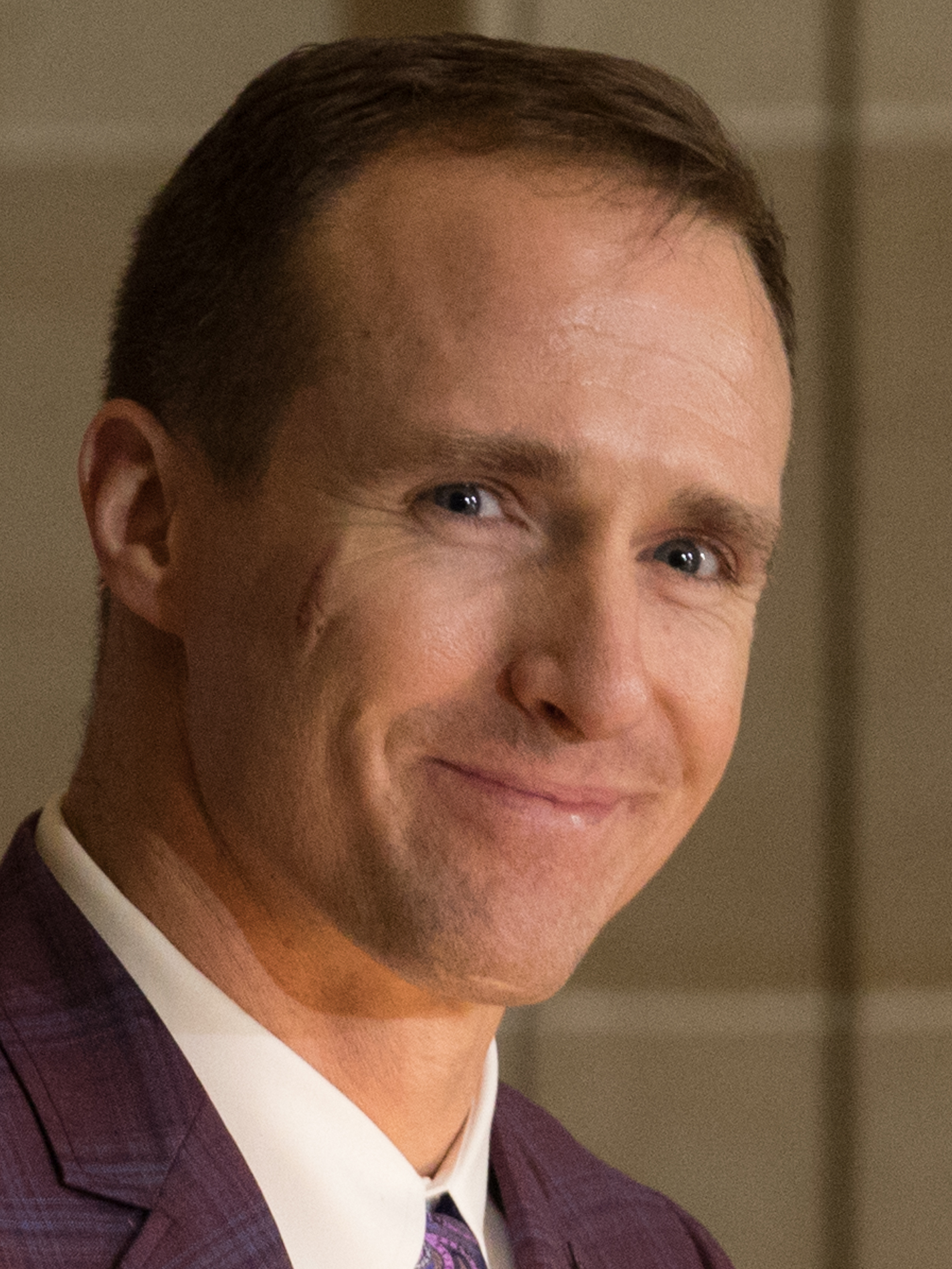
Drew Brees (* 1979)

- Brees, Herbert J. (1877–1958), US-amerikanischer Offizier, Generalleutnant der US-Army
- Breese, Edmund (1871–1936), US-amerikanischer Schauspieler, Regisseur und Autor
- Breese, Erich (1926–1990), deutscher Schauspieler, Hörspiel- und Synchronsprecher
- Breese, Sidney (1800–1878), US-amerikanischer Jurist und Politiker
- Breest, Ernst Pierre Louis Eugen (1843–1918), deutscher evangelischer Geistlicher und Theologe
- Breest, Felicitas, deutsche Sopranistin und Schauspielerin
- Breest, Franz (1871–1931), deutscher Maler, Grafiker und Lehrer
- Breest, Jürgen (1936–2023), deutscher Schriftsteller
- Breest, Willi (1891–1952), deutscher Maler und Hochschullehrer

### Breet
- Breet, Jan de (1959–2021), niederländischer Indologe
- Breetz, Karl (1797–1881), preußischer Generalmajor

### Breeu
- Breeuwsma, Daan (* 1987), niederländischer Shorttracker

### Breev
- Breeveld, Nicandro (* 1986), niederländischer Fußballspieler
- Breevoort, Margriet van (* 1990), niederländische Malerin und Bildhauerin

### Breez
- Breeze, Carla (* 1953), US-amerikanische Kunsthistorikerin und Sachbuchautorin
- Breeze, David (* 1944), britischer Provinzialrömischer Archäologe und Hochschullehrer
- Breeze, Matthew (* 1972), australischer Fußballschiedsrichter
- Breeze, Tyler (* 1988), kanadischer WrestlerTyler Breeze (* 1988)

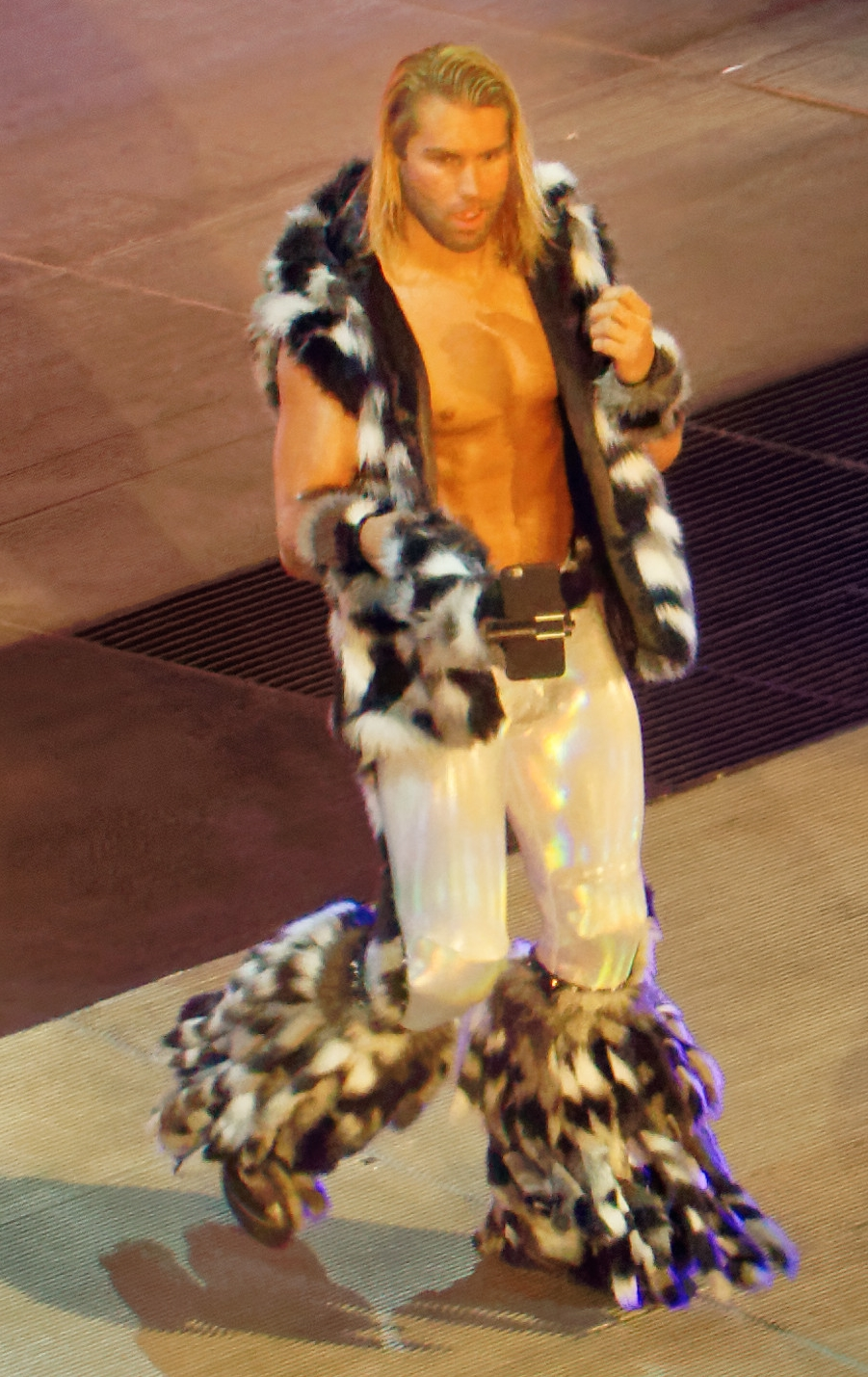
Tyler Breeze (* 1988)